# Беліха
Беліха (пол. Bielicha) — село в Польщі, у гміні Закшев Радомського повіту Мазовецького воєводства.
Населення — 1163 особи (2011).

## Демографія
Демографічна структура станом на 31 березня 2011 року:
|          | Загалом | Допрацездатний вік | Працездатний вік | Постпрацездатний вік |
| -------- | ------- | ------------------ | ---------------- | -------------------- |
| Чоловіки | 599     | 163                | 391              | 45                   |
| Жінки    | 564     | 103                | 371              | 90                   |
| Разом    | 1163    | 266                | 762              | 135                  |